# Kevin Rodrigues Pires
Kevin Rodrigues Pires (* 12. September 1991 in Köln) ist ein deutsch-portugiesischer Fußballspieler, der beim SV Eintracht Hohkeppel unter Vertrag steht.

## Karriere

### Vereine
Rodrigues Pires spielte im Jugendbereich für SC Fortuna Köln, Bayer 04 Leverkusen, den 1. FC Köln und Alemannia Aachen, bevor er 2010 zur zweiten Mannschaft des FC Schalke 04 wechselte. Dort hatte er seine ersten Einsätze im Erwachsenenfußball. Über Rot-Weiss Essen, Sportfreunde Lotte und den TSV Steinbach kehrte er im Januar 2016 zurück zu den Sportfreunden Lotte in die Regionalliga West. Mit diesen gelang ihm am Ende der Saison 2015/16 der Aufstieg in die dritte Liga. Zur Saison 2018/2019 wechselte er zu Preußen Münster. zur Saison 2020/21 schloss er sich dem Regionalligisten Wuppertaler SV an. Mit dem WSV gewann Rodrigues Pires 2021 den Niederrheinpokal.
Zur Saison 2024/25 wechselte er zum Regionalliga-West-Aufsteiger SV Eintracht Hohkeppel.

### Nationalmannschaft
2010 wurde Rodrigues Pires insgesamt dreimal in der U-18-Nationalmannschaft Portugals eingesetzt.

## Erfolge
- Aufstieg in die 3. Liga 2017 (Sportfreunde Lotte)
- Niederrheinpokalsieger: 2020/21 (Wuppertaler SV)